# Chan-čung
Chan-čung (čínsky pchin-jinem Hànzhōng, znaky 汉中) je městská prefektura v Čínské lidové republice, kde patří do provincie Šen-si. Celá prefektura má rozlohu 27 054 čtverečních kilometrů a v roce 2006 v ní žilo zhruba 3,74 milionu obyvatel, v roce 2020 pak 3,2 milionu.

## Poloha
Chan-čung leží v jihozápadním koutu provincie Šen-si na řece Chan-ťiang. Někdy je počítán do jižní Číny, administrativně dnes ovšem patří spíš do severozápadní Číny. Jižně od města leží pohoří Ta-pa-šan, severně leží pohoří Čchin-ling. Na jihu hraničí prefektura Chan-čung s provincií Kan-su, na jihu s provincií S’-čchuan, na severu s prefekturou Pao-ťi, na severovýchodě se Si-anem a na východě s An-kchangem.

## Administrativní členění
Městská prefektura Chan-čung se člení na jedenáct celků okresní úrovně, a sice dva městské obvody a devět okresů.
| Chan-tchaj Nan-čeng okres · Čcheng-ku okres · Jang okres · Si-siang okres · Mien okres · Ning-čchiang okres · Lüe-jang okres · Čen-pa okres · Liou-pa okres · Fo-pching |        |                       |                    |                                  |
| Název | Název  | Počet obyvatel (2020) | Rozloha km² (2020) | Hustota zalidnění (obyv. na km²) |
| český přepis | znaky  | Počet obyvatel (2020) | Rozloha km² (2020) | Hustota zalidnění (obyv. na km²) |
| Městské obvody |        |                       |                    |                                  |
| Chan-tchaj | 汉台区 | 618 204               | 545                | 1 135                            |
| Nan-čeng | 南郑区 | 466 244               | 2 814              | 166                              |
| Okresy |        |                       |                    |                                  |
| Čcheng-ku | 城固县 | 442 035               | 2 217              | 199                              |
| Jang | 洋县   | 345 354               | 3 195              | 108                              |
| Si-siang | 西乡县 | 321 535               | 3 230              | 100                              |
| Mien | 勉县   | 344 935               | 2 385              | 145                              |
| Ning-čchiang | 宁强县 | 256 373               | 3 235              | 79                               |
| Lüe-jang | 略阳县 | 143 989               | 2 811              | 51                               |
| Čen-pa | 镇巴县 | 210 871               | 3 403              | 62                               |
| Liou-pa | 留坝县 | 35 325                | 1 951              | 18                               |
| Fo-pching | 佛坪县 | 26 597                | 1 269              | 21                               |
| |        |                       |                    |                                  |
| Celkem | Celkem | 3 211 462             | 27 054             | 119                              |

## Partnerská města
- Izumo, Japonsko (1996)
- Turnhout, Belgie